# Агнес Бургундска
Агнес Бургундска (на френски: Agnès de Bourgogne; * 1407, † 1 декември 1476) е дъщеря на херцогът на Бургундия, Жан Безстрашни, представителка на бургундския клон на дом Валоа, съпруга Шарл I дьо Бурбон.

## Произход
Агнес Бургундска се ражда през 1407 година в семейството на херцога на Бургундия, Жан Безстрашни и неговата съпруга Маргарита Баварска. Тя има шест сестри и брат, бъдещият херцог на Бургундия Филип III Добрия.

## Брак и деца
На 17 септември 1425 година се жени за херцог Шарл I дьо Бурбон. Те имат децата:
- Жан II дьо Бурбон (* 1426, † 1488), 6-и херцог дьо Бурбон от 1456 година
- Филип (* ок. 1428, † сл. 1445), сеньор де Божьо
- Мария (* ок. 1428, † 1448), омъжена от 1444 г. за Жан II (1425, † 1470), херцог на Лотарингия, херцог Калабрийски и херцог Лотарингия
- Изабела Бурбонска (* 1437, † 1465), омъжена: от 1454 за Карл Смели (* 1433, † 1477), херцог на Бургундия
- Шарл II дьо Бурбон (* 1434, † 1488), архиепископ на Лион от 1444, кардинал от 1476, епископ на Клермон от 1476, херцог дьо Бурбон от 1 до 15 април 1488 година
- Луи дьо Бурбон (* 1436, † 1482), княз-епископ на Лиеж от 1456, основател на линията Бурбон-Бюссе, съществуваща по-нататък
- Пиер II дьо Бурбон (* 1438, † 1503), сеньор дьо Божьо, 7-и херцог дьо Бурбон от 1488 година
- Катерина (* ок. 1440, † 1469), омъжена на 28 декември 1463 г. за Адолф фон Егмонт (* 1438, † 1477), херцог на Гелдерн
- Жана († 1493), омъжена от 12 октомври 1467 година за Жан IV дьо Шалон-Арле († 1502), принц Орански
- Маргарита Бурбонска (* 1438, † 1483), омъжена 1472 година за Филип ІІ Савойски (* 1438, † 1497), херцог Савойски.

- Портрети на децата
- Жан II,
син
- Изабела,
дъщеря
- Шарл II дьо Бурбон,
син
- Луи,
син
- Пиер II,
син

## Любопитни факти
Агнес поставя първият камък през 1468 година за строежа на Муленската катедрала „Благовещение на Света Дева Мария“.